# Lisa Regnell
Lisa Regnell (Estocolmo, Suecia, 3 de febrero de 1887-ídem, 5 de noviembre de 1979) fue una clavadista o saltadora de trampolín sueca especializada en los saltos desde la plataforma, donde consiguió ser subcampeona olímpica en 1912.

## Carrera deportiva
En los Juegos Olímpicos de 1912 celebrados en Amberes (Bélgica) ganó la medalla de plata en los saltos desde la plataforma de 10 metros, con una puntuación de 36 puntos, tras su compatriota sueca Greta Johansson (oro con 39 puntos) y por delante de la británica Isabelle White (bronce con 34 puntos).